# 艾倫·卡爾
艾倫·卡爾（英文：Allen Carr，1934年9月2日—2006年11月29日）是一名英國籍作家，大部分著作關於戒煙和其他包括酒精成癮在內的心理依賴的書籍。

## 生平
出生於倫敦的艾倫·卡爾在18歲時就開始吸煙。在1958年，他獲得了會計師的資格。1983年7月15日，艾倫·卡爾接受了催眠治療師後的治療後終於停止吸煙， 但是，他並不是催眠術令他停止吸煙。“儘管如此，我還是成功了，並不是因為那次拜訪而成功”，而“我離開診所並回家的那一刻我就照亮了……”。 有兩個關鍵信息使艾倫·卡爾在當晚停止吸煙。 首先，催眠治療師告訴他，吸煙只是“尼古丁成癮”，這是艾倫·卡爾在那一刻之前從未意識到的，即使他已經吸煙吸上癮。 其次，艾倫·卡爾的兒子約翰借給他一本醫學手冊，解釋說從尼古丁中抽出身體就像是一種“空虛，不安全的感覺”。.艾倫·卡爾聲稱這兩種認識在他的腦海中浮現出來，這是多麼容易停止，因此使他能夠以壓倒性的願望向吸煙者解釋他的戒煙方法。 

## 私人生活
2006年7月下旬，有消息稱艾倫·卡爾在71歲時被診斷出患有肺癌。 第二個月，他透露這是絕症，他的預期壽命約為九個月。 卡爾說：“自從23年前我抽完最後一支香煙以來，我一直是世界上最幸福的人。今天我仍然有同樣的感覺。” 艾倫·卡爾致函在任首相貝理雅，敦促英國政府接受他的戒煙方法。.艾倫·卡爾因患肺癌於2006年11月29日去世，享年72歲，死於西班牙馬拉加附近的家中。 

## 著作
- 戒煙的簡易方法
- 永久戒煙的唯一方法
- 艾倫·卡爾的女性戒煙的簡易方法
- 圖解說明簡易戒煙方法
- 艾倫·卡爾的《如何成為快樂的不吸煙者》

## 外部連結
- 官方网站